# گفتگویی میان هگل و فیلسوفان اسلامی
گفتگویی میان هگل و فیلسوفان اسلامی: صیرورت، دیالکتیک و ایده‌آلیسم کتابی از سید حمید طالب‌زاده است که نویسنده در آن به اشتراکات و اختلافات فیلسوفان اسلامی و هگل می‌پردازد.

## دربارهٔ کتاب
به گفتهٔ نویسنده این کتاب متضمن آزمون معاصرت فلسفه اسلامی و مواجهه با اندیشه غربی است که هگل نمایندهٔ تام‌الاختیار آن است. این نوشته درصدد تطبیق میان آراء هگل و فیلسوفان اسلامی نیست. در این نوشته رأی هیچ فیلسوفی بر دیگری تحمیل نمی‌شود. بنای این نوشته تفسیر آراء هگل برحسب آراء فیلسوفان اسلامی نیست.

## جوایز
- کتاب برگزیده سال ۱۳۹۸[۲]